# Ivittuut Kommune
Ivittuut Kommune "den græsrige kommune" (tidligere stavet Ivigtut), var en kommune i Vestgrønland, beliggende på 61 grader nordlig bredde der fik sit navn efter minebyen Ivittuut. 
Kommunen bestod grundlæggende af to områder: En mineby og flådestationen Grønnedal der ligger ca. 5 km fra hinanden forbundet af en vej inde i Arsukfjorden. Hovedbyen, den tidligere bygd Kangilinnguit, den eneste bosættelse i kommunen delte præstegæld med Paamiut Kommune. Bygden Arsuk der ligger ved mundingen af Arsuk fjorden var tæt på men en del af Paamiut Kommune.
Den var Grønlands mindste kommune – ca. 600 kvadratkilometer, dvs. på størrelse med Lolland – afgrænset af Arsukfjorden i Nord og Qoornoqfjorden i syd. Den danner sammen med den tidligere Paamiut Kommune et præstegæld. De 600 kvadratkilometer fordelte sig på 450 km2 isfrit land, 50 km2 isdækket land og 100 km2 havområde.
Fjeldene i kommunen er typisk 600-800 meter, med Laksefjeld som det højeste på 1.091 meter. 
Området har tre bræer, hvoraf Arsuk Bræ udmunder i Arsukfjorden, Søndre Qoornoq Bræ slutter på en moræneslette og Nordre Qoornoq Bræ ender i en sø.
Særlig Søndre Qoornoq Bræ er interessant på grund af de mange kugleformede sedimenter indeholdende fossile aftryk.
Kommunen blev d. 1. januar 2009 en del af Sermersooq. 

## Byer og bygder i Ivittuut Kommune
- Kangilinnguit (da.: Grønnedal)

61°11′37″N 48°09′23″V / 61.1936°N 48.1564°V